# Best Friend's Brother
"Best Friend's Brother"  es una canción interpretada por la cantante pop estadounidense Victoria Justice. Fue producido por Kool Kojak, quien también coescribió la canción con Savan Kotecha y Victoria Justice, para Victorious: Music from the Hit TV Show (2011), la banda sonora de la serie de televisión de Nickelodeon, Victorious. Fue lanzado como el tercer sencillo del álbum el 20 de mayo de 2011 con el sello de Columbia Records en asociación con Nickelodeon. Musicalmente, la canción es considerada Dance-rock
La canción fue recibida con críticas generalmente positivas de los críticos, y la mayoría de ellos alabando su mensaje y sonido agresivo. "Best Friend's Brother", trazado en el   Cartelera  Hot 100 en el número ochenta y seis años, manteniéndose como la tercera canción pico más alto de la banda sonora. El video musical retrata a Justice soñando de atraer el hermano de su mejor amiga, mientras que su mejor amiga se mantiene ajeno a la atracción.

## Antecedentes
"Best Friend's Brother" es el cuarto sencillo de la banda sonora  Victorious (2011), para la serie de televisión del mismo nombre en Nickelodeon. Se escuchó por primera vez en el segundo episodio de la temporada de la serie, "Prom de auxilio", que se estrenó el 21 de mayo de 2011 en América del Norte, un día después de la salida del sencillo. En la noche de concierto Avalon Theater (donde también realizó la canción), Justice declaró que la canción era una de sus favoritas. La canción fue interpretada por Justice con coros de Ariana Grande y los instrumentos adicionales por Leon Thomas III en el episodio. La escena en la que se realizó la canción cuenta con Justice, Grande y Thomas se realiza en el primer baile de Hollywood Arts. Mientras que en el escenario al final del episodio, la lluvia comienza a verter sobre ellos y continúan realizando la canción.
La canción fue escrita por Allan Grigg, Savan Kotecha y Victoria Justice. Grigg también produjo la pista además de proporcionar todos los instrumentos y la programación para la misma. La mezcla de la canción fue proporcionado por Greg Wells tuvo lugar en Rocket Carousel en Los Ángeles, California, con la ingeniería proporcionada por Mighty Mike Garity en Westlake Estudios y Butte Studios, ambos de los cuales son también en Los Ángeles.

## Composición
"Best Friend's Brother" es una canción Electropop que contiene influencias Teen Pop y Dance Pop. La canción se ejecuta a través de un ritmo bailable y cuenta con un sonido más duro que el anterior sencillo, "Beggin' on Your Knees". El tema de la canción es el centro alrededor de la exploración de las emociones y la gestión de las amistades. La letra es sobre una chica que se siente atraído por el hermano mayor de su mejor amiga, ya pesar de que la chica quiere seguir una relación con él , que no quiere poner en peligro su amistad con su mejor amiga. Mientras era entrevistado por Neha Gandhi de Revista Seventeen, Justice examinó la historia de fondo de la canción:
 Cuando tenía alrededor de 14 años de edad, en el octavo grado, tuve esta loca por el hermano de mi mejor amigo. Él era dos años mayor que yo. Fue una de esas cosas donde me gustaría ir por encima de su casa y todo lo que jugaría Halo 2 juntos e ir a nadar en la piscina y esas cosas. Creo que los dos tenían poco aplasta el uno del otro, pero nunca iba a ninguna parte. Si lo hubiera hecho, habría sido muy raro. Yo no habría estado dispuesto a arriesgar mi amistad para salir con su hermano. La amistad es siempre más importante.

## Actuaciones
Justice, junto con sus compañeros de reparto, Ariana Grande y Leon Thomas III, interpretaron la canción en un episodio de  Victorious , "La Arruina Bailes".

## Créditos y personal
- Victoria Justice - Voz, composición de la canción
- Ariana Grande - Coros
- Leon Thomas III - Coros, guitarra
- Allan Grigg - la composición, producción, programación, instrumentación
- Savan Kotecha - composición de canciones
- Greg Wells - mezclar
- Mighty Mike Garity - ingeniero

Los créditos se toman de notas 'Victorious'.